# 西藏茴芹
西藏茴芹（学名：Pimpinella xizangensis）是伞形科茴芹属的植物，为中国的特有植物。分布于中国大陆的西藏等地，生长于海拔2,710米的地区，一般生于山谷林下，目前尚未由人工引种栽培。